# Mantra Guru Brahma
Mantra Guru Brahma – mantra hinduistyczna. Wychwala ona oświeconego guru (mistrza duchowego). Oto jej treść w sanskrycie:

Guru Brahma Guru Wisznu
Guru Devo Maheśwara
Guru Sakshath Parabrahma
 Tasmai Shri Gurave Namaha

Jej dosłowne znaczenie:

Mistrz duchowy jest Brahmą (stworzycielem)
Wisznu (podtrzymującym) i Śiwą
Jest źródłem Absolutu
 Ofiaruję mu cały mój wysiłek